# Syn szejka
Syn szejka (ang. The Son of the Sheik) – amerykański film niemy z 1926 roku. Adaptacja powieści E.M. Hull.
Był to najbardziej znany i najbardziej kasowy film w dorobku aktorskim Rudolfa Valentino, a zarazem ostatni w jego życiu.

## Treść
Ahmed, syn wpływowego szejka zakochuje się w pięknej tancerce Yasmin, córce herszta miejscowej bandy zbójników. Pewnego dnia zostaje porwany przez tę bandę i jest przekonany, że stało się to w wyniku jej zdrady. Kiedy udaje mu się zbiec postanawia dokonać zemsty. Odnajduje Yasmin i gwałci ją. Jego czyn zostaje potępiony przez ojca Ahmeda, a on sam ma ogromne wyrzuty sumienia. Uczucie to potęguje się, gdy wychodzi na jaw, że Yasmin była niewinna...

## Główne role
- Rudolf Valentino – Ahmed
- Vilma Bánky – Yasmin
- George Fawcett – Andre
- Montagu Love – Ghabah
- Karl Dane – Ramadan
- Bull Montana – Ali
- Charles Requa – Pierre
- Bynunsky Hyman – Pincher